# Wahlkreis Görlitz 4
Der Wahlkreis Görlitz 4 (Wahlkreis 60, bis 2014: Löbau-Zittau 2) ist ein Landtagswahlkreis in Sachsen. Er umfasst die Städte Seifhennersdorf, Zittau und die Gemeinden Bertsdorf-Hörnitz, Großschönau, Hainewalde, Jonsdorf, Leutersdorf, Mittelherwigsdorf, Oderwitz, Olbersdorf, Oybin im Landkreis Görlitz. Wahlberechtigt waren bei der letzten Landtagswahl (im Jahr 2019) 48.538 Einwohner. Frühere Bezeichnungen des Wahlkreises waren Wahlkreis Sächsische Oberlausitz 2 (1994 und 1999) und Wahlkreis Löbau-Zittau 2 (2004 und 2009).

## Wahlkreisgebiet
Das zunächst Wahlkreis Sächsische Oberlausitz 2 bezeichnete Wahlkreisgebiet wurde 1994 aus dem kompletten früheren  Zittau I und Teilen des früheren Wahlkreises Görlitz, Land II – Zittau II – Löbau III gebildet.  Grundlage für die anfängliche Bezeichnung war die Gründung des Sächsischen Oberlausitzkreises zum 1. August 1994. Allerdings gab es gegen diese Bezeichnung Widerspruch, so dass der namensgebende Landkreis bereits zum 1. Januar 1995 in Landkreis Löbau-Zittau umbenannt wurde. Die Wahlkreisbezeichnung wurde dann erst zur Landtagswahl 2004 in Wahlkreis Löbau-Zittau 2 geändert. Zur Landtagswahl 2014 wurden die bis dahin 5 bestehenden Landtagswahlkreise in der Oberlausitz aus demographischen Gründen in 4 neue Wahlkreise umgebildet. Der Wahlkreis Löbau-Zittau 2 behielt als einziger der vorigen fünf Wahlkreise sein Gebiet, wurde nun in Wahlkreis Görlitz 4 umbenannt.
In der folgenden Tabelle sind die Veränderungen des Wahlkreisgebietes zwischen 1994 und 2019 dargestellt.
| Wahljahr | Städte und Gemeinden | Zugang | Abgang                                                                   | Wahlberechtigte |
| -------- | --- | ------ | ------------------------------------------------------------------------ | --------------- |
| 2019     | Bertsdorf-Hörnitz, Großschönau, Hainewalde, Jonsdorf, Leutersdorf, Mittelherwigsdorf, Oderwitz, Olbersdorf, Oybin, Seifhennersdorf, Zittau |        |                                                                          | 48.538          |
| 2014     | Bertsdorf-Hörnitz, Großschönau, Hainewalde, Jonsdorf, Leutersdorf, Mittelherwigsdorf, Oderwitz, Olbersdorf, Oybin, Seifhennersdorf, Zittau |        |                                                                          | 51.692          |
| 2009     | Bertsdorf-Hörnitz, Großschönau, Hainewalde, Jonsdorf, Leutersdorf, Mittelherwigsdorf, Oderwitz, Olbersdorf, Oybin, Seifhennersdorf, Zittau (Eingemeindung von Hirschfelde) |        | Ostritz (Wahlkreis Niederschlesische Oberlausitz 2)                      | 56.285          |
| 2004     | Bertsdorf-Hörnitz, Großschönau (Eingemeindung von Waltersdorf), Hainewalde, Hirschfelde (Eingemeindung von Dittelsdorf), Jonsdorf, Leutersdorf, Mittelherwigsdorf, Oderwitz, Olbersdorf, Ostritz, Oybin, Schlegel, Seifhennersdorf, Zittau                                                            |        |                                                                          | 61.853          |
| 1999     | Bertsdorf-Hörnitz, Dittelsdorf, Großschönau, Hainewalde, Hirschfelde (Eingemeindung von Wittgendorf) , Jonsdorf, Leutersdorf (Eingemeindung von Spitzkunnersdorf), Mittelherwigsdorf, Oderwitz, Olbersdorf, Ostritz, Oybin, Schlegel, Seifhennersdorf, Waltersdorf, Zittau (Eingemeindung von Hartau) |        | Schönau-Berzdorf a. d. Eigen (Wahlkreis Niederschlesische Oberlausitz 2) | 62.343          |
| 1994     | Bertsdorf-Hörnitz, Dittelsdorf, Großschönau, Hainewalde, Hartau, Hirschfelde, Jonsdorf, Leutersdorf, Mittelherwigsdorf, Niederoderwitz, Olbersdorf, Ostritz, Oybin, Schlegel, Schönau-Berzdorf a. d. Eigen, Seifhennersdorf, Spitzkunnersdorf, Waltersdorf, Wittgendorf, Zittau                       |        |                                                                          | 63.936          |

## Wahl 2024
Die Landtagswahl 2024 führte zu folgendem Ergebnis:
| Direktkandidat           | Partei              | Erststimmen in % | Zweitstimmen in % |
| ------------------------ | ------------------- | ---------------- | ----------------- |
| Thomas Krusekopf         | CDU                 | 34,9             | 35,1              |
| Hajo Exner               | AfD                 | 38,4             | 37,2              |
| Susanne Kapron           | Die Linke           | 2,7              | 2,1               |
| Steve Grundig            | GRÜNE               | 1,8              | 2,4               |
| Ralf Hofmann             | SPD                 | 2,8              | 3,8               |
| Michel Kretschmer        | FDP                 | 3,0              | 0,9               |
| Rico Hertrampf           | Freie Wähler        | 3,5              | 1,7               |
| –                        | Die Partei          | –                | 0,6               |
| –                        | Piraten             | –                | 0,2               |
| –                        | ÖDP                 | –                | 0,1               |
| –                        | BüSo                | –                | 0,0               |
| –                        | Tierschutz hier!    | –                | 1,3               |
| Niels Reszies            | dieBasis            | 0,5              | 0,3               |
| –                        | Bündnis C           | –                | 0,1               |
| Klaus Reepen             | Bündnis Deutschland | 0,9              | 0,3               |
| Andreas Manfred Herrmann | BSW                 | 9,7              | 11,0              |
| –                        | Freie Sachsen       | –                | 2,3               |
| –                        | V-Partei3           | –                | 0,1               |
| –                        | WU                  | –                | 0,4               |
| Frank Gottfried Ebermann | Einzelbewerber      | 1,7              | –                 |

## Wahl 2019
Amtliches Endergebnis der Landtagswahl am 1. September 2019 im Wahlkreis 60 – Görlitz 4:
(Ergebnisse in Prozent)
| Direktkandidat    | Partei               | Direktstimmen | Listenstimmen |
| ----------------- | -------------------- | ------------- | ------------- |
| Stephan Meyer     | CDU                  | 43,3          | 36,9          |
| Tuomo Neumann     | Die Linke            | 9,4           | 8,2           |
| Andreas Herrmann  | SPD                  | 4,0           | 5,4           |
| Christian Siegert | AfD                  | 34,0          | 32,6          |
| Marie Mühlich     | GRÜNE                | 4,8           | 4,9           |
| –                 | NPD                  | –             | 0,6           |
| Hans Grüner       | FDP                  | 4,5           | 3,7           |
| –                 | Freie Wähler         | –             | 2,8           |
| –                 | Tierschutz           | –             | 1,8           |
| –                 | Piraten              | –             | 0,2           |
| –                 | Die PARTEI           | –             | 1,2           |
| –                 | BüSo                 | –             | 0,1           |
| –                 | ADPM                 | –             | 0,1           |
| –                 | Blaue Partei         | –             | 0,4           |
| –                 | KPD                  | –             | 0,1           |
| –                 | ÖDP                  | –             | 0,2           |
| –                 | Die Humanisten       | –             | 0,1           |
| –                 | PDV                  | –             | 0,1           |
| –                 | Gesundheitsforschung | –             | 0,5           |

| Wahlberechtigte | 48.538 |
| Wahlbeteiligung | 65,1 % |

## Wahl 2014
| Amtliches Endergebnis der Landtagswahl am 31. August 2014 in Sachsen im Wahlkreis 060 Görlitz 4 (Ergebnisse in Prozent) |

| Direktkandidat   | Partei          | Erststimmen in % | Zweitstimmen in % |
| ---------------- | --------------- | ---------------- | ----------------- |
| Stephan Meyer    | CDU             | 41,0             | 37,8              |
| Jens Thöricht    | Die Linke       | 18,0             | 18,1              |
| Christian Lange  | SPD             | 9,4              | 10,9              |
| Matthias Böhm    | GRÜNE           | 4,7              | 4,4               |
| Hans Grüner      | FDP             | 3,6              | 4,2               |
| Antje Hiekisch   | NPD             | 5,5              | 5,8               |
| –                | Tierschutz      | –                | 1,2               |
| Manfred Stöckert | Piraten         | 1,0              | 0,8               |
| –                | BüSo            | –                | 0,2               |
| –                | DSU             | –                | 0,2               |
| Hans-Gerd Hübner | AfD             | 12,4             | 12,7              |
| –                | pro Deutschland | –                | 0,3               |
| Rico Hertrampf   | FREIE WÄHLER    | 4,3              | 2,9               |
| –                | DIE PARTEI      | –                | 0,4               |

## Wahl 2009
| Amtliches Endergebnis der Landtagswahl am 30. August 2009 in Sachsen im Wahlkreis 060 Löbau-Zittau 2 (Ergebnisse in Prozent) |

| Direktkandidat       | Partei          | Erststimmen in % | Zweitstimmen in % |
| -------------------- | --------------- | ---------------- | ----------------- |
| Stephan Meyer        | CDU             | 44,9             | 40,9              |
| Hans-Wilhelm Kröger  | Die Linke       | 20,9             | 19,6              |
| Christian Pieruschka | SPD             | 7,6              | 8,8               |
| Antje Hiekisch       | NPD             | 7,4              | 6,8               |
| Sven Bäsler          | FDP             | 11,0             | 10,5              |
| Ulla Petersen-Cassö  | GRÜNE           | 5,9              | 4,5               |
| –                    | Tierschutz      | –                | 2,7               |
| –                    | PBC             | –                | 0,3               |
| –                    | BüSo            | –                | 0,3               |
| –                    | DSU             | –                | 0,2               |
| –                    | REP             | –                | 0,2               |
| –                    | Freie Sachsen   | –                | 2,2               |
| –                    | FP Deutschlands | –                | 0,2               |
| –                    | Humanwirtschaft | –                | 0,2               |
| –                    | Piraten         | –                | 1,6               |
| Marion Kelz          | SVP             | 1,3              | 1,0               |
| Regina Rausch        | Gerechtigkeit   | 1,0              | –                 |

## Wahl 2004
Die Landtagswahl 2004 hatte folgendes Ergebnis:
| Direktkandidat      | Partei     | Erststimmen in % | Zweitstimmen in % |
| ------------------- | ---------- | ---------------- | ----------------- |
| Heinz Eggert        | CDU        | 45,1             | 41,2              |
| Winfried Bruns      | PDS        | 26,2             | 24,1              |
| Frank Gäbler        | SPD        | 6,9              | 7,2               |
| Manfred Wobst       | GRÜNE      | 7,8              | 4,2               |
| –                   | NPD        | –                | 8,9               |
| Wolf-Stephan Goßler | FDP        | 7,6              | 6,5               |
| Thomas Lacher       | DSU        | 6,4              | 1,2               |
| –                   | PBC        | –                | 0,5               |
| –                   | GRAUE      | –                | 1,5               |
| –                   | BüSo       | –                | 0,7               |
| –                   | AUFBRUCH   | –                | 0,9               |
| –                   | DGG        | –                | 0,7               |
| –                   | Tierschutz | –                | 2,4               |

## Wahl 1999
Die Landtagswahl 1999 fand am 19. September 1999 statt und hatte folgendes Ergebnis für den Wahlkreis Sächsische Oberlausitz 2
| Direktkandidat    | Partei          | Erststimmen in % | Zweitstimmen in % |
| ----------------- | --------------- | ---------------- | ----------------- |
| Heinz Eggert      | CDU             | 65,0             | 58,9              |
| Anke Franze       | SPD             | 10,7             | 08,1              |
| Juliane Wünsche   | PDS             | 21,3             | 21,0              |
|                   | GRÜNE           |                  | 02,0              |
| Wolfgang Hoffmann | F.D.P.          | 03,0             | 01,2              |
|                   | BüSo            |                  | 00,1              |
|                   | DSU             |                  | 00,4              |
|                   | GRAUE           |                  | 00,5              |
|                   | REP             |                  | 00,9              |
| -                 | FP Deutschlands | -                | 00,0              |
| -                 | pro DM          | -                | 04,3              |
| -                 | KPD             | -                | 00,0              |
|                   | NPD             |                  | 02,0              |
| -                 | Forum           | -                | 00,2              |
| -                 | PBC             | -                | 00,4              |

Es waren 62.343 Personen wahlberechtigt. Die Wahlbeteiligung lag bei 61,3 %. Von den abgegebenen Stimmen waren 1,6 % ungültig. Als Direktkandidat wurde Heinz Eggert (CDU) gewählt. Er erreichte 65,0 % aller gültigen Stimmen.

## Wahl 1994
Die Landtagswahl 1994 fand am 11. September 1994 statt und hatte folgendes Ergebnis für den Wahlkreis Sächsische Oberlausitz 2:
| Direktkandidat | Partei | Erststimmen in % | Zweitstimmen in % |
| -------------- | ------ | ---------------- | ----------------- |
| Heinz Eggert   | CDU    | 65,2             | 62,0              |
|                | SPD    | 09,8             | 13,4              |
|                | F.D.P. | 05,2             | 01,9              |
|                | GRÜNE  | 03,2             | 03,4              |
|                | DSU    |                  | 00,7              |
|                | REP    |                  | 01,9              |
|                | Forum  | -                | 00,8              |
|                | PDS    | 15,2             | 15,5              |
|                | SPS    | -                | 00,5              |

Es waren 65.191 Personen wahlberechtigt. Die Wahlbeteiligung lag bei 62,8 %. Von den abgegebenen Stimmen waren 1,4 % ungültig. Als Direktkandidat wurde  Heinz Eggert (CDU) gewählt. Er erreichte 65,2 % aller gültigen Stimmen.